# Kabinett Daladier II

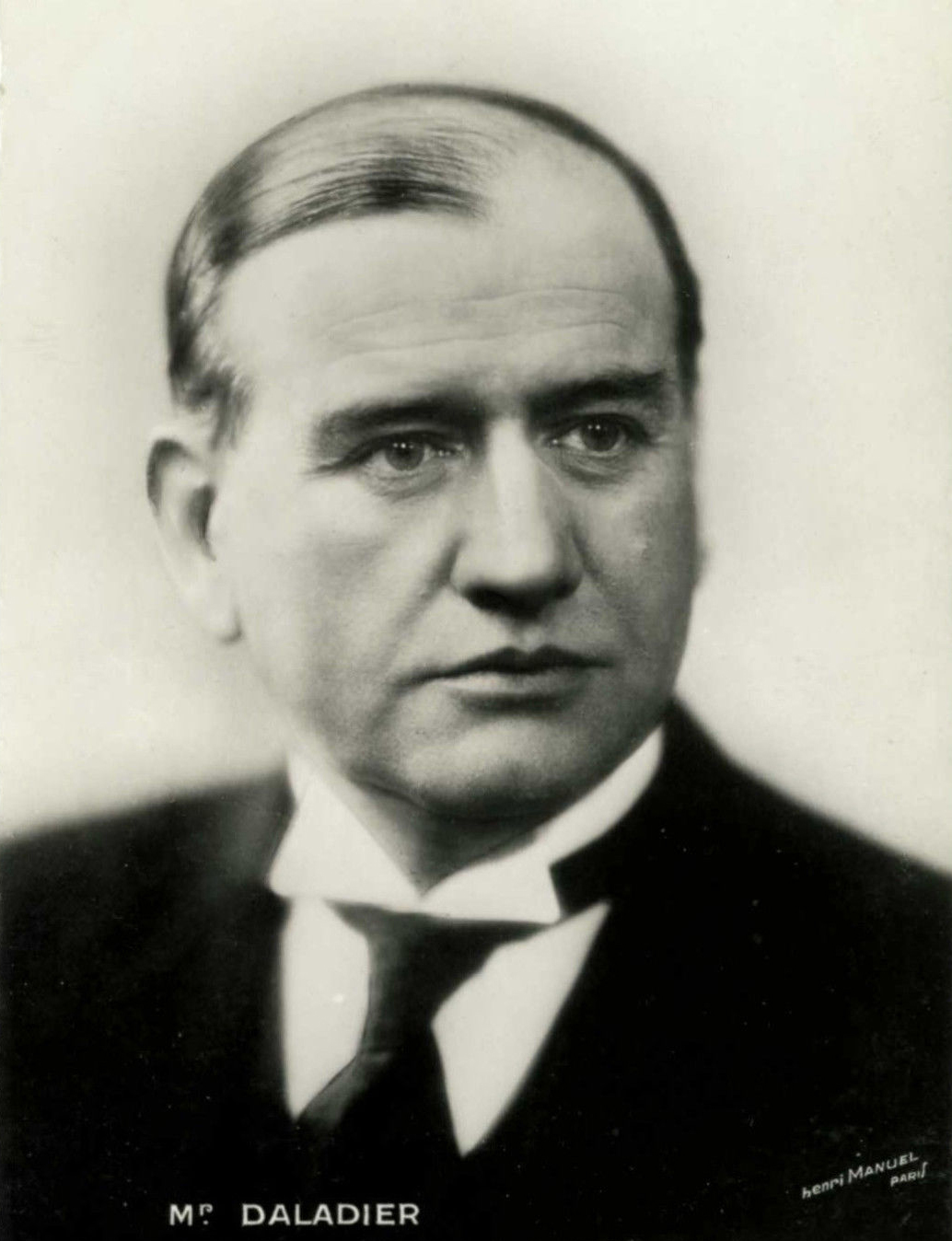
Édouard Daladier war von Januar bis Oktober 1933, Januar bis Februar 1934 sowie 1938 bis 1940 drei Mal Premierminister Frankreichs und bildete in dieser Zeit fünf Kabinette

Das zweite Kabinett Daladier war eine Regierung der Dritten Französischen Republik. Es wurde am 30. Januar 1934 von Premierminister (Président du Conseil) Édouard Daladier gebildet und löste das Kabinett Chautemps II ab. Es blieb bis zum 9. Februar 1934 im Amt und wurde daraufhin vom Kabinett Doumergue II abgelöst.
Dem Kabinett gehörten Minister der Parti républicain, radical et radical-socialiste (PRSRS), Républicain-socialistes (PRS), Parti socialiste français (PSF), Alliance démocratique (AD) und Radicaux indépendants (RI) an.

## Kabinett
Dem Kabinett gehörten folgende Minister an:
| Amt                                           | Name                             | Partei | Beginn der Amtszeit             | Ende der Amtszeit               |
| --------------------------------------------- | -------------------------------- | ------ | ------------------------------- | ------------------------------- |
| Premierminister                               | Édouard Daladier                 | PRRRS  | 30. Januar 1934                 | 9. Februar 1934                 |
| Außenminister                                 | Édouard Daladier                 |        | 30. Januar 1934                 | 9. Februar 1934                 |
| Innenminister                                 | Eugène Frot                      | PRS    | 30. Januar 1934                 | 9. Februar 1934                 |
| Justizminister                                | Eugène Penancier                 | PRRRS  | 30. Januar 1934                 | 9. Februar 1934                 |
| Finanzminister                                | François Piétri Paul Marchandeau | AD PRS | 30. Januar 1934 4. Februar 1934 | 4. Februar 1934 9. Februar 1934 |
| Haushaltsminister                             | François Piétri Paul Marchandeau |        | 30. Januar 1934 4. Februar 1934 | 4. Februar 1934 9. Februar 1934 |
| Minister für nationale Verteidigung und Krieg | Jean Fabry Joseph Paul-Boncour   | AD PRS | 30. Januar 1934 4. Februar 1934 | 4. Februar 1934 9. Februar 1934 |
| Minister für die Kriegsmarine                 | Louis de Chappedelaine           | RI     | 30. Januar 1934                 | 9. Februar 1934                 |
| Luftfahrtminister                             | Pierre Cot                       | PRRRS  | 30. Januar 1934                 | 9. Februar 1934                 |
| Minister für nationale Bildung                | Adrien Berthod                   | PRRRS  | 30. Januar 1934                 | 9. Februar 1934                 |
| Minister für öffentliche Arbeiten             | Joseph Paganon                   | PRRRS  | 30. Januar 1934                 | 9. Februar 1934                 |
| Minister für Arbeit und Sozialversicherung    | Jean Valadier                    | PRRRS  | 30. Januar 1934                 | 9. Februar 1934                 |
| Minister für öffentliche Gesundheit           | Émile Lisbonne                   | PRRRS  | 30. Januar 1934                 | 9. Februar 1934                 |
| Minister für Handel und Industrie             | Jean Mistler                     | PRRRS  | 30. Januar 1934                 | 9. Februar 1934                 |
| Minister für die Handelsmarine                | Guy La Chambre                   |        | 30. Januar 1934                 | 9. Februar 1934                 |
| Miunister für die überseeischen Gebiete       | Henry de Jouvenel                |        | 30. Januar 1934                 | 9. Februar 1934                 |
| Landwirtschaftsminister                       | Henri Queuille                   | PRRRS  | 30. Januar 1934                 | 9. Februar 1934                 |
| Pensionsminister                              | Hippolyte Ducos                  | PRRRS  | 30. Januar 1934                 | 9. Februar 1934                 |
| Minister für Post, Telegrafie und Telefonie   | Paul Bernier                     | PRRRS  | 30. Januar 1934                 | 9. Februar 1934                 |

### Unterstaatssekretäre
Dem Kabinett gehörten folgende Sous-secrétaires d’État an:
- Premierminister und Außenministerium; zuständig Premierminister: Léon Martinaud-Déplat (PRRRS)
- Premierminister und Außenministerium; zuständig für Nationalökonomie und Tourismus: Raymond Patenôtre[11] (RI)
- Premierminister und Außenministerium; zuständig für Äußeres: André Marie (PRRRS)
- Innenministerium: Jean Hérard[12] (PRRRS)
- Bildungsministerium; zuständig für schöne Künste: André Bardon[13] (PRRRS)
- Bildungsministerium; zuständig für technische Ausbildung: Gustave Doussain[14] (AD)
- Bildungsministerium; zuständig für Sportunterricht: André Lorgeré[15] (PRRRS)
- Finanzen (ab 4. Februar 1934): Jean-Alexis Jaubert[16] (PRRRS)
- Überseeische Gebiete: Maxence Bibié[17] (PSF)

## Historische Einordnung

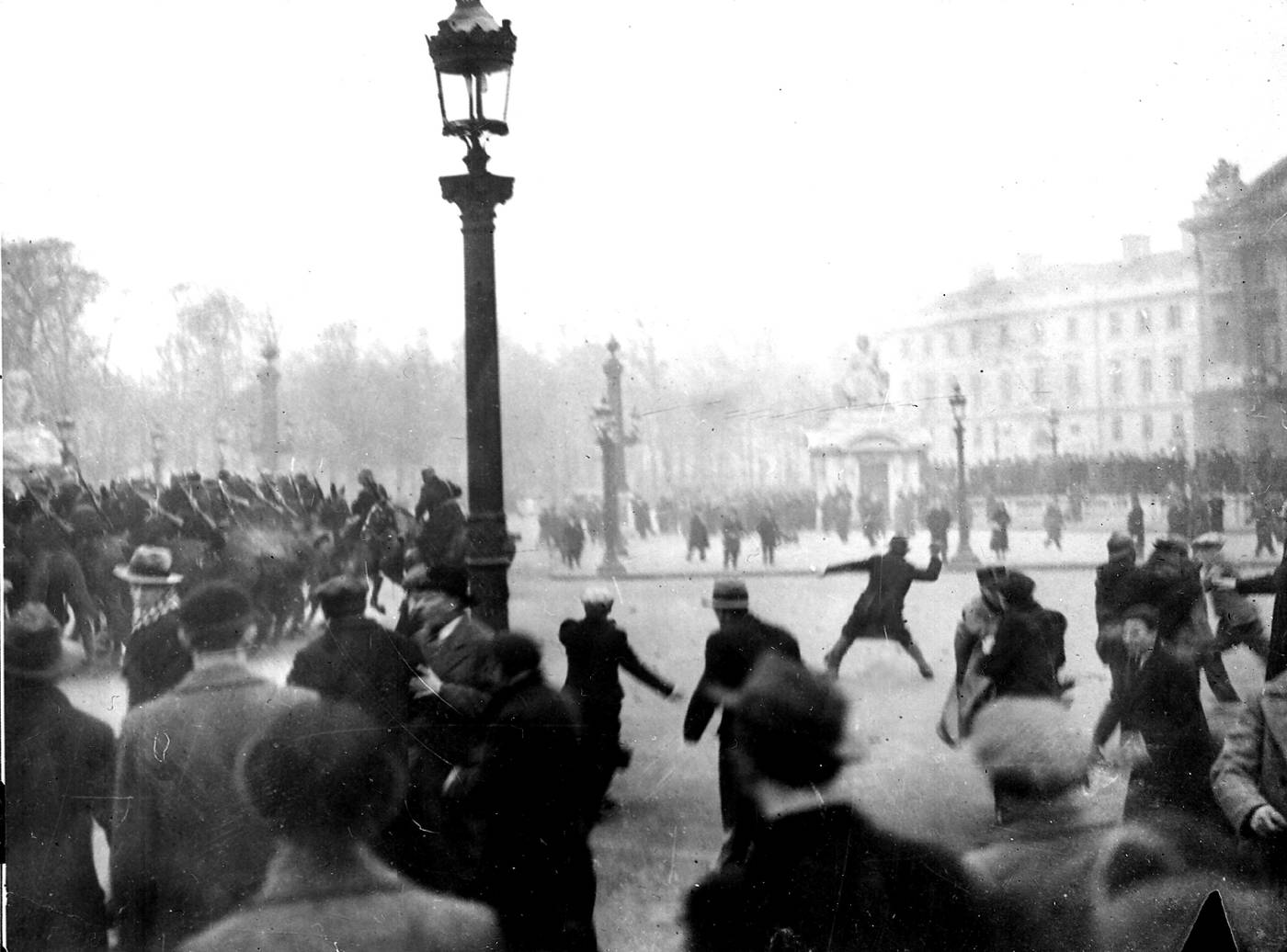
Krawalle Februar 1934 Place de la Concorde

In der Folge der Stavisky-Affäre löste Daladier den Pariser Polizeipräfekten Jean Chiappe ab, weil dieser rechtsradikale Ausschreitungen nicht unterbunden habe. Mit Piétri und Fabry traten daraufhin die zwei Minister der Alliance démocratique zurück. Am 6. Februar 1934 kam es zu schweren, von den Ligue d’extrême droite (Rechtsextreme Liga) angeführten Ausschreitungen. Daladier wollte den Belagerungszustand ausrufen, scheiterte mit diesem Vorstoß aber im Kabinett und trat deshalb zurück.